# Ульотні лунатики
«Ульотні лунатики» (англ. Loonatics Unleashed) — анімаційний серіал виробництва американської компанії Warner Brothers. У США транслювався на телеканалі Kids' WB, в європейських країнах — на телеканалі Cartoon Network з 17 вересня 2005 року до 11 травня 2007 року.
В Україні мультсеріал транслювався 2005 року на Новому каналі та на каналі QTV у багатоголосому озвученні.

## Початкова ідея та дизайн
Мультсеріал засновано на класичних персонажах Looney Tunes, які зазнали кардинальних змін у стилі та дизайні.
Власне назву команди «Loonatics» задумано як гру слів завдяки співзвучності з заголовком «Looney Tunes», але, як часто трапляється, під час перекладу зміст було втрачено. Тем не менш, українська назва по-своєму доречна через гумористичний і науково-фантастичний дух мультсеріалу.

## Сюжет
2772 року у місто-планету Акметрополіс врізався метеор і зрушив його з орбіти. Однак планета не зруйнувалась, а вибухова хвиля вивільнила надприродну космічну енергію, яка наділила деяких мешканців планети надзвичайними здібностями.

## Лунатики
Головні персонажі мультсеріалу — команда Лунатиків, нащадки класичних персонажів Looney Tunes.

### Ейс Банні

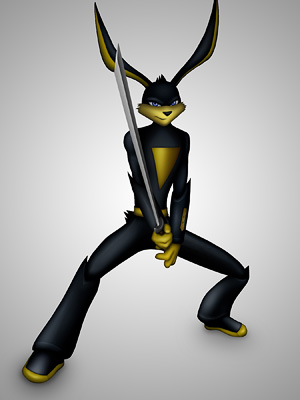
Ейс Банні

- Лідер команди
- Нащадок Багза Банні.

Ейс Банні (англ. Ace Bunny) — кмітливий, хваткий і спритний лідер Лунатиків. Кріль. Носить уніформу жовтого кольору. В бою частіше покладається на рукопашні та фехтувальні навички, ніж на лазерний погляд. Ейс — майстер бойових мистецтв і експерт з фехтування. Володіє Чарівним мечем сили з планети Фрілінг, який йому подарувала Задавія (начальниця та заступник команди) відразу після того, як утворилася команда Лунатиків (однак він опановує всю міць меча тільки у другому сезоні). До того, як у Ейса з'явилися надзвичайні здібності, він працював дублером на кіностудії «АКМЕ».
Ейс полюбляє «пограти» зі своїми супротивниками, так само, як і його пращур. Тим не менше, коли ситуація загострюється настільки, що йому та його команді загрожує реальна небезпека, Ейс стає серйозним і тоді його вже не спинити. Добре ставиться до Лексі, однак достеменно не відомо, чи є його почуття романтичними, чи це лише прояв теплоти та турботи.
Здібності та спорядження:
- Вроджена здібність: Володіння бойовими мистецтвами.
- Основна здібність: Лазерний погляд: Може випромінювати руйнівний лазер з очей.
- Інфрачервоне бачення: Дозволяє розрізняти холодне та тепле.
- Меч сили (інший переклад — Штурмовий меч стража, англ. Guardian Strike Sword)

### Лексі Банні

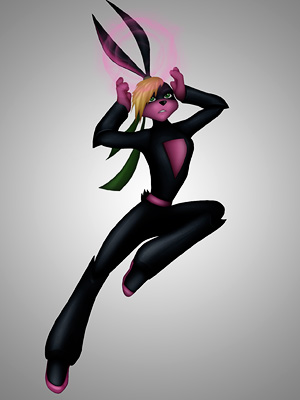
Лексі Банні

- Єдина дівчина в команді
- Нащадок Лоли Банні[ru].

Лексі Банні (англ. Lexi Bunny) — єдина дівчина в команді. Кролиця. Носить уніформу рожевого кольору. Номер два за рангом у команді Лунатиків. До отримання надзвичайних здібностей Лексі була студенткою Університету Акметрополіса та намагалася потрапити до команди черлідерів. Однак, капітан, вбачаючи в Лексі серйозного конкурента, відхиляє її кандидатуру.
Лексі турбується про свою красу та моду (в першому епізоді «Лунатики на льоду», коли Задавія розповідає їм про аномальний холод, що обрушився на місто, Лексі говорить, що светр повнить її; також у дев'ятому епізоді другого сезону показується, що її гардероб скоріше за все більш об'ємний, ніж у будь-якого іншого члена команди). Цінує свою команду та Ейса в ній як лідера, колегу та друга. Полюбляє відеоігри.
Здібності та спорядження:
- Вроджена здібність: Спритність і акробатичні навички.
- Основна здібність: Мозкові промені: Стріляє енергетичними зарядами з голови.
- Надслух: Може підслуховувати ворогів і чути все, що відбувається на досить великій відстані.
- Набута навичка: Керування рослинами

### Небезпечний Качур
- Капосник
- Нащадок Даффі Дака.

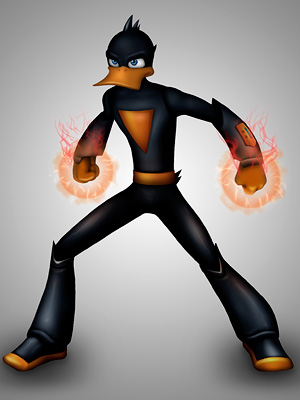
Небезпечний Качур

Небезпечний Качур (або просто «Качур», англ. Danger Duck) — егоїст, член команди з нестерпним характером. Носить помаранчеву уніформу. Теоретично, володіє найбільшим руйнівним потенціалом у команді: його фаєрболи, які він створює в руках, можуть перетворюватися на будь-яку існуючу субстанцію при зіткненні з ціллю. Також його «аквасила», що відкрилася у другій серії другого сезону (посилання на приналежність Качура до водоплавних), в сукупності з мозковою хвилею Лексі кульмінаційно врятувала становище. Один день Качурові навіть довелося стати на чолі команди, коли Ейс і Рев втратили тимчасово свої здібності. До того, як Качур отримав надзвичайні здібності, він працював чистильником басейнів, мріючи стати рятувальником.
Качур часто сперечається зі своїми товаришами по команді. Він дуже хвалькуватий і має звичку вдосконалювати свій образ — будь то створення нового костюму чи позивного. Часто нахабний у розмові з ким би то не було. Однак він — джерело більшої частини гумору в серіалі, а у критичній ситуації іноді приносить команді істотну користь, сам того не очікуючи.
Здібності та спорядження:
- Вроджена здібність: сперечатися з командою
- Основна здібність: Фаєрболи
- Квантовий стрибок: Здібність до телепортації з одного місця в інше. Сам Качур називає це «кряканням».
- Набута навичка: Аквакулі

### Слем Тасманієць

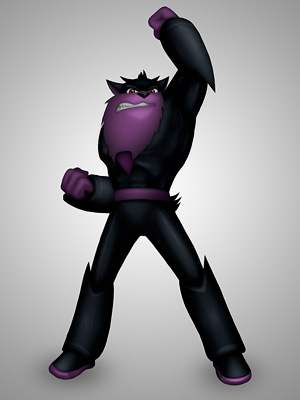
Слем Тасманієць

- Сила команди
- Нащадок Тасманійського диявола.

Слем Тасманієць (англ. Slam Tasmanian) — ненажерливий, але м'язистий важковаговик команди. Тасманійський диявол. Носить уніформу фіолетового кольору. Слем — фізична міць команди, часто застосовує грубу силу, коли це необхідно. Здібність до створення торнадо допомагає йому обертати будь-які об'єкти, обороняючись або нападаючи. До того, як Слем отримав суперсилу, він був професійним реслером.
В першому сезоні він взагалі не розмовляє, а видає тільки незрозумілі звуки, однак це не заважає розуміти команді, що ж він говорить. У другому сезоні його мова місцями стала більше розбірливою для глядача.
Здібності та спорядження:
- Вроджена здібність: Велика фізична сила
- Основна здібність: Суперсила
- Обертання вихором
- Створення та керування торнадо

### Тех Койот

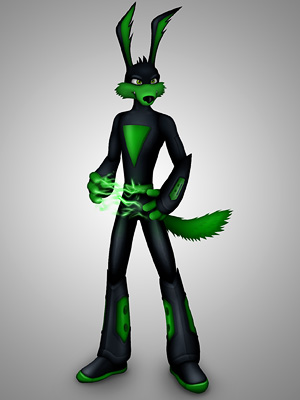
Тех Койот

- Геній і винахідник
- Нащадок Вайлі Койота.

Тех Койот (англ. Tech E. Coyote; англ. tech, technician — технар) — технік і мозковий центр команди. Койот. Носить уніформу зеленого кольору. Тех — гарний стратег і винахідник. Володіє здібностями до миттєвої регенерації (всесвіт серіалу здебільшого не схильний до «мультяшних законів», герої смертні і вразливі) і часто за службовим обов'язком приймає на себе такі пошкодження, які запросто могли вбити інших членів команди (посилання до пращура — Вайлі Койота, який міг швидко відновлюватися після ушкоджень у спробах піймати Дорожнього Бігуна). Його здібності також включають технічні навички на піку можливого — завдяки чому Тех і створює більшість обладнання та зброї для команди. Звертаючись дуже дбайливо зі своїми винаходами, Тех стає дуже нещасливим, коли хто-небудь чіпає їх без дозволу, або того гірше, ламає. До отримання своїх суперздібностей Тех закінчував Інститут Акме, де його бажання досягти досконалості призвело до численних позаштатних ситуацій.
Як і його пращур, він схиблений на різних гаджетах і пристосуваннях, нерідко одержуючи від них шкоди. Тех — єдиний позитивний герой, пращур якого був, навпаки, негативним. Його стосунки з Ревом досить доброзичливі — можна сказати, що вони найкращі друзі, на відміну від їхніх пращурів, хоча й інколи сваряться.
Здібності та спорядження:
- Вроджена здібність: Високий інтелект і навичка винахідництва
- Основна здібність: Магнетизм: Можливість маніпулювати металом.
- Молекулярна регенерація
- Зведення силових полів

### Рев Раннер

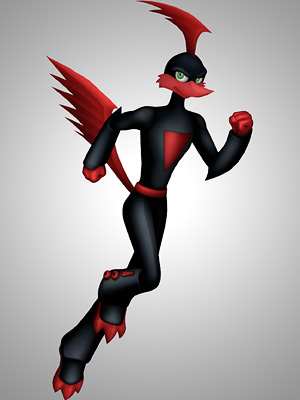
Рев Раннер

- Швидкість команди
- Нащадок Дорожного Бігуна[1].

Рев Раннер (англ. Rev Runner — найшвидший член команди. Носить уніформу червоного кольору. Основне застосування здібностей — швидке транспортування стратегічно важливих осіб і речей, а також відволікаючі маневри. Його здібність орієнтування на місцевості («ментальна GPS», яка є можливим посиланням до відчуття орієнтування у перелітних птахів) дозволяє йому сканувати місцевість, живі цілі чи інші об'єкти. На відміну від свого пращура, який міг тільки видавати звуки «Біп-Біп», Рев — повна протилежність; вміє говорити, і дуже-дуже швидко, часто заважаючи всім і дратуючи своїх товаришів по команді (аж до розробки Техом пристроїв «затикання дзьобу»). До отримання своїх суперсил Рев був постачальником їжі в одному невеликому ресторанчику та винахідником.
У багатьох епізодах, однак, Рев, як і його брат Ріп, говорить на «звичайній швидкості», яка досить повільна для середнього антропоморфного дорожнього бігуна — для порівняння, темп мови і швидкість бігу його батьків навіть на тлі здібностей Рева високі, крім пригальмованих мови та ходи його брата («Він так повільно говорить, що я його майже не розумію…» — Ральф Раннер про Ріпа)
Насправді, Рев дуже розумний і часто допомагає Техові як асистент при розробці спорядження, і швидко перекладає «нормальною мовою» всі його багатозначні терміни іншим членам команди. Рев, як правило може вирішити (або хоча б зрозуміти) проблеми та ситуації, допомагаючи Техові — експертові у своїй галузі; свою кмітливість Рев пояснює, очевидно, набагато більшою швидкістю функціонування мозку.
Фактично, Рев — єдиний член команди, у якого немає наступальних здібностей, хоча це не заважає йому відволікати противника, а після займатися порятунком цивільних.
Здібності та спорядження:
- Вроджена здібність: Довго та швидко бігати
- Основна здібність: Супершвидкість
- Орієнтування на місцевості: Сканування об'єктів і людей на великій відстані.
- Політ: Реву не потрібен спеціальний реактивний ранець або «аероцикл», аби літати.

## Озвучування
| Актор                 | Роль               |
| --------------------- | ------------------ |
| Чарлі Шлеттер         | Ейс Банні          |
| Джессіка Ді Чікко     | Лексі Банні        |
| Джейсон Мердсен       | Небезпечний Качур  |
| Кевін Майкл Річардсон | Слем Тасманієць    |
| Кевін Майкл Річардсон | Тех Койот          |
| Роб Полсен            | Рев Раннер         |
| Кенді Міло            | Задавія            |
| Джейсон Мерсден       | Рапс Оберон        |
| Кенді Міло            | Генрієтта Раннер   |
| Кенді Міло            | Місті Бриз         |
| Кенді Міло            | Королева Греннікус |
| Роб Полсен            | Горлоп             |
| Роб Полсен            | Містер Легхорн     |

## Список серій
У мультсеріалі два сезони по 13 епізодів кожний.

### Перший сезон
Російською мовою транслювався на телеканалі 2x2 з 2007 до 2009 року в закадровому перекладі студії «Кипарис». Усі головні лиходії є оригінальними персонажами, вигаданими спеціально для серіалу.
| №  | Українська назва         | Оригінальна назва                |
| -- | ------------------------ | -------------------------------- |
| 1  | Лунатики на льоду        | Loonatics on Ice                 |
| 2  | Атака пухнастиків        | Attack Of The Fuzz Balls         |
| 3  | Покрова чорного оксамиту | The Cloak Of Black Velvet        |
| 4  | Погодні перевали         | Weathering Heights               |
| 5  | У підземелля             | Going Underground                |
| 6  | Другий удар комети       | The Comet Cometh                 |
| 7  | Весь світ — мій цирк     | The World Is My Circus           |
| 8  | Зупиніть Землю, я зійду  | Stop The World I Want To Get Off |
| 9  | Сайфер                   | Sypher                           |
| 10 | Загроза натхненника      | The Menace Of Mastermind         |
| 11 | Раз за разом             | Time After Time                  |
| 12 | Акмегеддон, частина 1    | Acmegeddon, Part 1               |
| 13 | Акмегеддон, частина 2    | Acmegeddon, Part 2               |

### Другий сезон
Російською мовою показувався на телеканалі ТНТ у 2011 році в повному дубляжі. Голоси Лексі, Теха, Рева та Задавії у дубляжі змінилися. Більшість головних лиходіїв є нащадками класичних персонажів Looney Tunes. Прем'єра сезону відбулася 7 червня 2011 року, а фінал — 24 червня 2011 року.
| №  | #  | Українська назва                 | Оригінальна назва                    |
| -- | -- | -------------------------------- | ------------------------------------ |
| 1  | 14 | Товариш у полоні                 | A Creep in the Deep                  |
| 2  | 15 | Таємниці Чарівного меча сили     | Secrets of the Guardian Strike Sword |
| 3  | 16 | Я — Чемпіон                      | I Am Slamacus                        |
| 4  | 17 | Спадкоємець престолу             | The Heir Up There                    |
| 5  | 18 | Сімейній бізнес                  | Family Business                      |
| 6  | 19 | Капітан Качур                    | Cape Duck                            |
| 7  | 20 | Мисливець                        | The Hunter                           |
| 8  | 21 | Воно прийшло з космосу           | It Came From Outer Space             |
| 9  | 22 | Апокаліпсо                       | Apocalypso                           |
| 10 | 23 | На Трійцю                        | In the Pinkster                      |
| 11 | 24 | Лиходій-музика                   | The Music Villain                    |
| 12 | 25 | Падіння планети Бланк, частина 1 | The Fall of Blanc, Part 1            |
| 13 | 26 | У пошуках Твітамса, частина 2    | In Search of Tweetums, Part 2        |